# Малая Слободка (Сумская область)
Малая Слободка (укр. Мала Слобідка) — село,
Вольнослободский сельский совет,
Глуховский район,
Сумская область,
Украина.
Код КОАТУУ — 5921581502. Население по переписи 2001 года составляло 41 человек .

## Географическое положение
Село Малая Слободка находится на берегу реки Локня,
выше по течению на расстоянии в 3 км расположено село Толстодубово,
ниже по течению на расстоянии в 2,5 км расположено село Коренек.
На расстоянии в 1 км расположено село Вольная Слобода.
Рядом проходит автомобильная дорога М-02 (E 101).

## История
- Поблизости села Малая Слободка, в урочище Комарова Гора, обнаружены остатки древнерусского городища.

## Экономика
- Молочно-товарная ферма.